# Kalle Ankas Disneytajm
Kalle Ankas Disneytajm var en serie av svenska pocketböcker innehållande Disneyserier; företrädesvis italienska så kallade "pocketserier". Titeln gavs ut med 18 nummer mellan 1988 och 1997 och hade Ingrid Emond som översättare. Samtliga nummer har 196 sidor samt är handtextade.